# Magosternarchus
Magosternarchus is een geslacht van straalvinnige vissen uit de familie van de staartvinmesalen (Apteronotidae).

## Soorten
- Magosternarchus duccis Lundberg, Cox Fernandes & Albert, 1996
- Magosternarchus raptor Lundberg, Cox Fernandes & Albert, 1996